# Aartsbisdom Wrocław

Bisdommen in Polen
39. Aartsbisdom Wrocław
40. Bisdom Legnica
41. Bisdom Świdnica

Het aartsbisdom Wrocław (Latijn: Archidioecesis Vratislaviensis; Pools: Archidiecezja Wrocławska; Duits: Erzbistum Breslau) is een in Polen gelegen rooms-katholiek aartsbisdom met zetel in de stad Wrocław. De aartsbisschop van Wrocław is metropoliet van de kerkprovincie Wrocław waartoe ook de volgende suffragane bisdommen behoren:
- Bisdom Legnica (Legnica)
- Bisdom Świdnica (Świdnica)

## Geschiedenis
Het bisdom Breslau werd op initiatief van de Poolse hertog en later koning Bolesław I Chrobry op 15 maart 1000 gesticht door keizer Otto III onder goedkeuring van paus Sylvester II, gelijktijdig met het bisdom Gniezno. Het omvatte de Silezische vorstendommen in Polen. Volgens Thietmar van Merseburg was de eerste bisschop van Breslau Johann. Met de teloorgang van de piastendynastie kwam het tussen 1037 en 1038 tot een heidense opstand in Silezië, waardoor de bisschop moest vluchten. Gedurende de Boheemse overheersing verkoos de bisschop in 1041 de burcht van Ryczyn bij Oława als zetel. De Poolse hertog Casimir I herstelde de bisschopszetel in Breslau. Het bisdom werd in 1155 door paus Adrianus IV bevestigd. Na verloop van tijd werden de bisschoppen van Breslau de wereldlijke machthebbers van de Kaštelarij van Otmuchów. Kort voor zijn dood in 1280 schonk Hendrik IV van Breslau soevereiniteit aan het ontstane vorstendom Neisse (Nysa) waardoor de bisschoppen van Breslau voortaan de titel prins-bisschop voerden. Het uitbreken van de Hussitische Oorlogen en de Reformatie maakten een einde aan de middeleeuwse hoogtijdagen van het bisdom. Het religieuze leven kwam vrijwel volledig tot stilstand. In 1526 brachten de Habsburgers Bohemen onder hun bewind. Dit betekende de terugkeer van het katholicisme naar Silezië.
Nadat Pruisen in 1742 in de Eerste Silezische Oorlog het grootste deel van het land veroverd had, lag het bisdom verdeeld over twee landen: Het grootste deel was Pruisisch geworden en een klein deel was in handen van de Habsburgers gebleven en werd Oostenrijks-Silezië genoemd. Dit deel ging in 1919 grotendeels op in de nieuwe staat Tsjecho-Slowakije. Een klein gedeelte werd Pools. In het kader van de secularisatie-politiek hief Pruisen in 1810 de wereldlijke aanspraken van bisdommen op. De prins-bisschoppen behielden zo alleen hun bezittingen in Oostenrijks-Silezië.
de grenzen van het bisdom werden sinds de Pruisische tijd regelmatig aan de steeds veranderende politieke grenzen aangepast.
In 1821 werd met de pauselijke bul "De salute animarum" het bisdom uit de Poolse kerkprovincie Gniezno losgemaakt en direct onder gezag van de Heilige Stoel geplaatst. tegelijkertijd werden de provincies Brandenburg en Pommeren grotendeels als "prins-bisschoppelijke delegatuur" onder gezag van Breslau geplaatst. Als resultaat van de Eerste Wereldoorlog verloor Duitsland in 1922 delen van Opper-Silezië aan Polen, waar tegelijkertijd het bisdom Katowice gesticht werd. Aan dit bisdom verloor Breslau een groot deel van haar territorium.
In 1930 werd Breslau verheven tot metropolitaan aartsbisdom van de Oost-Duitse kerkprovincie. Suffragaan werden de bisdommen Berlijn, het bisdom Ermland en de vrije prelatuur Schneidemühl. Na de dood van aartsbisschop Adolf Bertram op 6 juli 1945 koos het domkapittel van Breslau Ferdinand Piontek tot vicaris. De Poolse primaat August Kardinaal Hlond verzocht Piontek in augustus 1945 zijn aanspraken op de nu Poolse delen van zijn bisdom ten oosten van de Oder-Neissegrens op te geven. Tegelijkertijd verdeelde Hlond het Poolse deel in drie apostolische administraturen:
1. Wrocław, met Karol Milik als administrator
2. Opole met Bolesław Kominek als administrator
3. Gorzów Wielkopolski met Edmund Nowicki als administrator

Ferdinand Piontek werd in 1947 administrator van het Duitse deel van het bisdom ten westen van de Oder-Neissegrens.
In 1951 werden de drie administraturen door de communisten verboden. Na de dood van Bolesław Bierut en onder de politieke en religieuze liberalisering door Władysław Gomułka, mocht Bolesław Kominek als hulpbisschop en vicaris capitularis naar Wrocław terugkeren. Na de Duitse ratificatie van het Verdrag van Warschau in 1972 voerde paus Paulus VI met de apostolische constitutie "Episcoporum Poloniae" van 28 juni 1972 een herstructurering van de voormalige Duitse bisdommen door. Uit de door kardinaal Hlond in 1945 aangegeven administraturen werden aan het aartsbisdom Wrocław twee nieuwe suffragane bisdommen toegevoegd: Opole en Zielona Góra-Gorzów. Hulpbisschop Bolesław Kominek werd de eerste aartsbisschop van Wrocław na de Tweede Wereldoorlog en korte tijd later verheven tot kardinaal. Het deel van het bisdom dat in Tsjecho-Slowakije lag werd in 1978 aan het aartsbisdom Olomouc afgestaan. In 1992 werden bij een nieuwe herstructurering door paus Johannes Paulus II twee andere bisdommen suffragaan aan Wrocław, namelijk Legnica en Świdnica.

## Bisschoppen

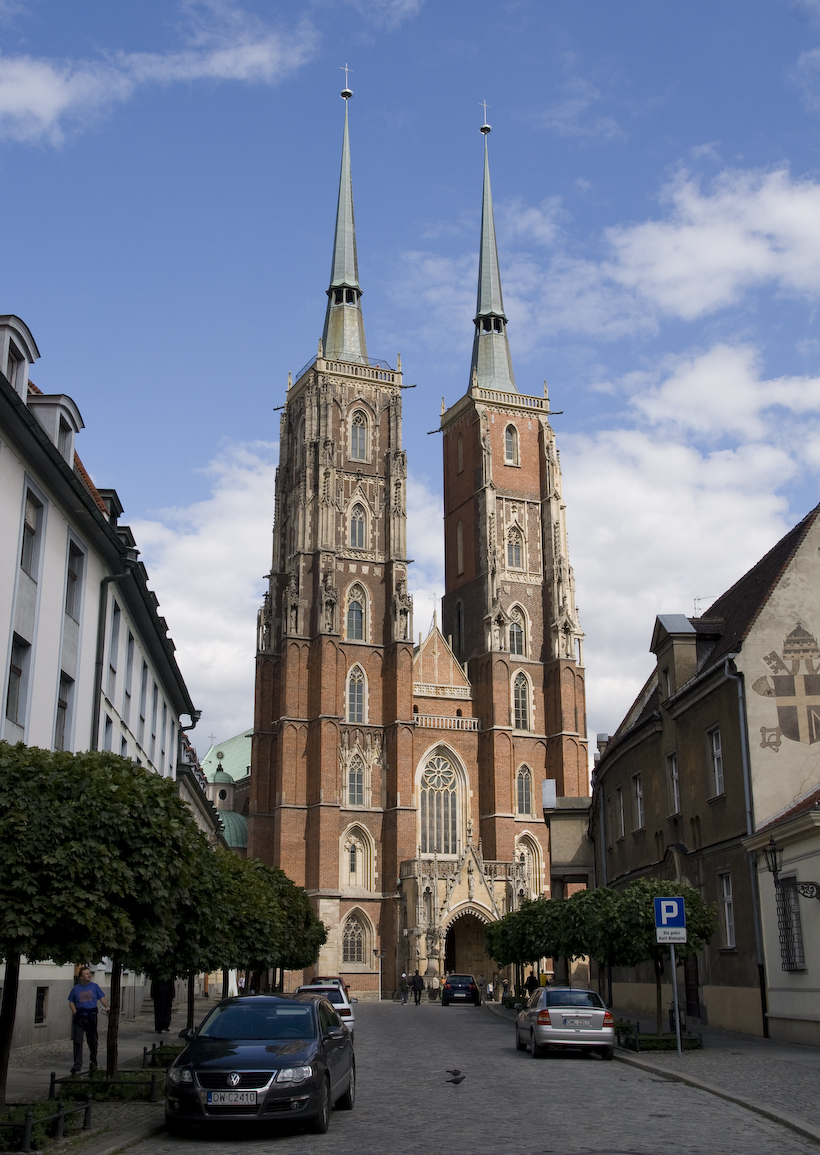
Kathedraal van Wrocław
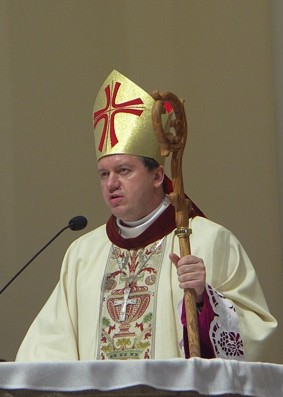
Aartsbisschop Kupny